# ピョコタン
ピョコタン（本名：横尾 和慶、1977年11月18日 - ）は日本の漫画家。男性。千葉県・市川市出身。千葉県立国府台高等学校卒業。血液型はO型（RH＋）。身長は172cm（本人の希望により修正）。
フジテレビ公式ホームページのデジタルコミック『少年タケシ』に連載の「西日暮里ブルース」や『月刊コロコロコミック』や『ゲームラボ』誌上での漫画（ピョコタンのマンガレポート）やイラストで知られる。

## 人物解説

### 略歴
- 東京都荒川区西日暮里で生まれ、その後千葉県市川市で育つ。
- 1993年3月、市川市立下貝塚中学校卒業（1年次は、3組に所属）。
- 1996年3月に国府台高等学校を卒業後、同年7月に『ボンバーマン4コマまんが王国3』で漫画家デビューする（本人のホームページより）。
- デビュー前には本名・横尾和慶の名義で『月刊コロコロコミック』の読者コーナーへの投稿を行っており、「スチャダラ通信」の最多掲載者（50回）でもある。この頃から現在の画風・作風が確立しつつあった。その縁もあり、老朽化で取り壊されることになった小学館ビルに落書きをする企画に参加したと、後日、ヤフー知恵袋にて、この企画に参加した理由の質問に対して回答している[2]。
- 雑誌のアシスタント体験企画として施川ユウキのアシスタントをしたことがある。

### プロフィール
- 健康マニアであり、かつて「長命源」という長生きできる液体を毎日飲んでいた。
- カタンというボードゲームが得意であり（自称最強）、国内で行われる大会には頻繁に出場している。一時期はカタンの攻略を扱ったホームページを作成していた。カタンの他にも対人戦のゲームを好んでいるらしく（麻雀・ボンバーマン・パワフルプロ野球等）、基本的に先手を打って相手を追い詰める戦法が得意らしい。ポーカーの世界大会にも参加経験あり。
- 以前は視力がかなり悪く両目が0.07ほどしかなかったため、コンタクトレンズを愛用していたが、2006年11月にレーシックの手術を行い視力が大幅に回復した。
- 彼と交流のあるジャンクハンター吉田が語るには、XBANDで出会った頃は今の人物像とは違い、尖った人物だったと懐述している（実際に会うきっかけとなったXBANDのイベントでは、頭にパンスト・水中メガネ・くわえタバコの出で立ちであったとか）。
- SFC末期頃にデパート等で投げ売りされていた新品SFCソフトをゲームショップへ転売（正確には中古買い取りのシステムを利用）した錬金術を駆使していた事があり、2日で5万円稼いだとの本人談[3]。
- 基本的には漫画の中で実際の自分として登場する（画像として）場合、自分の素顔をキャラの自分の絵で隠したりするが、他雑誌の企画等では普通に素顔を出している（ただし、後述するWiiリモコン騒動の際は自分の単行本で隠していた）。
- 尊敬する漫画家として、長谷川町子[4]ややなせたかしを挙げている。

### 原憲彦との関係
- 「日本一まずいラーメン屋」としてテレビ等で取り上げられたラーメン彦龍の常連客であり、店主の原憲彦とはプライベートでも親交が深かった。本人が来店した時の様子は度々ピョコタンのマンガレポートにネタとして取り上げている。「アホ汁」というスープを共同開発したことがある[5]。

### ニコニコ生放送
- 2011年8月ごろからニコニコ生放送にて、いわゆる生放送主として個人的に活動を始め、頻繁に放送を行っている。

### 投資や仮想通貨
- 20代の頃から東京証券取引所市場第一部「任天堂」株式会社に推定150万円前後の資金を投資し、株主総会にも出席している。
- 2017年12月にファミコンミニなどを株式会社Floor tracks(代表者：松田航)が運営するAVACUSを利用しビットコインで購入したことを報告。仮想通貨の知識は深い[6]。

### 逸話
- 同人ボードゲーム「アイソポス」の世界ランカーである。
- ギャンブルはほとんどやらないが、ゼロサムゲームである麻雀やポーカーなどは好み、動画配信も頻繁に行なっている。
- 1992年に球団が千葉に本拠地を移転して以来の熱狂的な千葉ロッテマリーンズファンであることを公言している。中学生時代は年間30回ほどマリンスタジアムに足を運びマリーンズに声援を送る少年だった。マリーンズの歴史や逸話を披露する際には好んで「メル・ホール（外野手）」について話す。
- テレビ番組『笑っていいとも』の「勝ち抜きプチ芸スターコンテスト」に出演し後ろ向きホッピングの芸で挑戦したものの敗退している（判定ではタモリが評価していた）。
- 「本物の漫画家に失礼なので、自分では漫画家とは名乗らない。自分はカルチャーブレーンの学生だ。行ってないけど学生証をいつも持っている」とゲームラボのインタビュー内で語っている（数年経った現在、『ほぼニート』と語っている）。また、ゲームスクールに通っていた時代に当時カルチャーブレーンが製作していた『忍たま乱太郎』のゲーム（どのシリーズかは不明）の制作のごく一部に少しだけ関わっていたと語っている。
- カルチャーブレーンの学生時代、軽い気持ちで家を知人達とシェアしていた。しかしその結果、いつからか見ず知らずの人間までが家に入り浸るようになり収拾がつかなくなってしまった。
- 友人と共に即興コンビ「ピョコタンとナベケン」として2005年のM-1グランプリに出場したことがある。結果は1回戦敗退。その内容はひたすら下ネタを連呼するといった内容であり、1回戦終了後、審査員から「途中、下ネタばかりの内容を披露したコンビがおり、後続の出場者が振るわなかったのはここで調子が狂ったのではないか」といった旨の、名指しこそされないものの痛烈な批判を受けたという。
- 精子バンクに精子提供者として登録申請しているがオファーはまだ無い。
- マリオの衣装を着てソニーの株主総会に参加した。
- AV女優の片桐えりりかと親交がある。
- 2015年10月中旬に、Wii Uゲーム「スーパーマリオメーカー」の再生数ランキングにて、ピョコタンが作成したステージが世界ランキング一位を獲得した。しかしその手法を疑問視する声も多く（コース内容は魅力に乏しく、相手のコースをプレイするという見返りを匂わせたタイトルで多くのプレーヤーを集めたという批判が中心であった）[7]、一部のプレーヤーが詐欺行為だとして本社に通報した結果、そのステージは削除された上に登録アカウントが二週間凍結されるペナルティを受けた[8]。
- 2015年12月に日本一まずいラーメン屋「彦龍」の店主として知られている原憲彦が死去し、TBS系列「サンデージャポン」で特集が組まれた際に、彦龍と深い親交のあったピョコタンも出演した。その際に爆笑問題の太田光に「インパクトのない顔」と評され、そのことを根に持っているとニコニコ生放送で発言している。なおピョコタンはその後もサンデージャポンに数度出演し、度々「サンジャポファミリー」を自称している[9]。
- 2016年2月ごろから、通販サイトAmazon.co.jpがピョコタンの著作「ぼくは任天堂信者」kindle版を11円で販売し始め、その数日後にはコミック分野での売り上げランキング一位を獲得した。印税は従来と同様に設定されており、Amazon.co.jp側がなぜこのようなセールを開始したのかは分かっていない[10]　（4月時点では50円に値上がりしており、急激に売り上げが低下したことも告白している）。
- 2016年3月に経済評論家の勝間和代なども参加した国内唯一の『ミリオンダウト』ゲーム大会が開催され、優勝した。本人曰く「日本一のミリオンダウトプレーヤー」を名乗る権利があるらしい[11]。

### タマちゃんになる会
- タマちゃんブーム当時、首都圏で様々なタマちゃんのファンクラブ的組織が結成されていたのに乗じてナベケンと二人でタマちゃんになる会を結成、ブームに沸く多摩川でナベケンを泳がせたことで、タマちゃんを見守る会とのトラブルに発展する[12][13][14]。

## 騒動・事件

### 東京ウォーカー編集部との対立
- 2015年3月中旬、カドカワの東京ウォーカー編集部と仕事上のトラブルになった[15]。東京ウォーカーからは初めての執筆依頼であり、編集担当の女性を通じて編集長が締め切り直前に何度も構成の修正を要求し、原稿料とその対価が乏しかったために堪り兼ねたピョコタンがニコニコ生放送を通じて激怒、編集者とのメールのやり取りも詳細に暴露した。その後カドカワからの謝罪を受け承諾した[16]。

### Wiiリモコン騒動
- 任天堂の家庭用ゲーム機Wiiを購入するためにナベケンと共に発売日前日の深夜から有楽町ビックカメラに徹夜で並んだ際、マスコミを利用して何とか自身の著書を全国にコマーシャルできないものかと考えたピョコタンは、ナベケンに拾ってきたダンボールで作成したWiiリモコンスーツを着用させ、その格好をさせたまま一緒に電車に乗りゲームショップへ向かった。到着後はピョコタンの思惑通り、ナベケンは大勢のマスコミの注目の的となり、翌日の新聞や多くの報道番組で（自著を広げたピョコタンが脇に写っている）写真が取り上げられる事態となった[17]。また、海外のサイト等にもナベケンの写真が掲載され、その反響の大きさに本人も驚いていたという[18]。

### 永久停止処分・訴訟騒動
- 恋愛コミュニケーションRPG『ExLove』にて荒らし行為を繰り返し永久接続停止処分を受けた。その事を漫画に描いた事により、内容証明を送られ訴訟を起こされかけた[19][20]。ただし、訴訟の前に運営会社が潰れた模様で事無きを得ている。

## 主な作品
- ピョコタンのマンガレポート
- 西日暮里ブルース
- プォケットハミリー（ハドソンから発売されたコンピュータゲーム『ポケットファミリー』の4コマ漫画）
- ハッスルマン
- 全員友達
- ハルサメ刑事（「ピョンタコ」名義で連載）
- 超さわやか!?TV生活 おはスタ少年
- 4コマまんが王国「マリオカート」など
- ポートボーラーマサ夫
- おとーさん
- ギターウンコ
- オカンウォーズ
- ツギクルくん（近未来予報ツギクル）
- ニュースサイト「未来検索ガジェット通信」各記事のイラスト
- 40代漫画家、原稿料は月5万…副業のユーチューバーでの月収20万!!（コロコロアニキ）[21]

一部の作品は単行本『アホ汁』シリーズなどに収録されている。

## 著書
- アホ汁666 ISBN 4861992370
- アホ汁レインボー ISBN 4861990734
- 赤いアホ汁 ISBN 4915540944
- 緑のアホ汁 ISBN 4915540952
- 超アホ汁 ISBN 4915540677
- アホ汁 ISBN 4915540553
- 全員友達 ISBN 4091588212
- ぼくは任天堂信者(※電子書籍)
- ピョコタンの突撃！バカレポート(※電子書籍)
- ぼくは任天堂信者２(※電子書籍)
- ぼくが小学６年生の夏休みに書いた日記帳(※電子書籍)
- ぼくは任天堂信者３(※電子書籍)